# Horst Michalzyk
Horst Michalzyk (* 11. April 1945) ist ein ehemaliger deutscher Fußballspieler.

## Werdegang
Der Stürmer Horst Michalzyk begann seine Karriere bei der SpVg Marl. Über die SpVgg Erkenschwick wechselte er im Jahre 1968 zum SVA Gütersloh, mit dem er im Jahre 1971 Westfalenmeister wurde und danach in die seinerzeit zweitklassige Regionalliga West aufstieg. Drei Jahre später verpasste er mit den Güterslohern die Qualifikation für die neu geschaffene 2. Bundesliga. Horst Michalzyk absolvierte für den SVA Gütersloh 67 Regionalligaspiele und erzielte dabei 19 Tore.